# Ат-Тамьят, Наваф
Нава́ф а́т-Темья́т (араб. نواف التمياط‎, англ. Nawaf at-Temyat; 28 июня 1976, Эр-Рияд) — саудовский футболист, полузащитник. Выступал в сборной Саудовской Аравии и клубе «Аль-Хиляль» из Эр-Рияда, участник трёх чемпионатов мира: 1998, 2002 и 2006 года. Футболист года в Азии 2000 года.

## Карьера

### Клубная
Профессиональную карьеру начал в 1994 году в клубе «Аль-Хиляль» из Эр-Рияда, в котором играет по сей день. В составе клуба 5 раз выигрывал чемпионат Саудовской Аравии, 6 раз Кубок наследного принца Саудовской Аравии, 4 раза Кубок Саудовской федерации футбола, 1 раз Лигу чемпионов АФК, 2 раза Кубок обладателей кубков Азии, 2 раза Суперкубок Азии, 2 раза Арабскую лигу чемпионов, 1 раз Арабский кубок обладателей кубков, 1 раз Арабский суперкубок, 1 раз Саудовско-Египетский суперкубок и 1 раз Клубный кубок чемпионов Персидского залива. В 2000 году был признан футболистом года в Азии. Неоднократно признавался лучшим футболистом Арабских стран и Саудовской Аравии.

### В сборной
В составе главной национальной сборной Саудовской Аравии выступает с 1997 года. Участник чемпионатов мира 1998 года, 2002 года и 2006 года. Дважды с командой выходил в финал Кубка Азии: в 2000 и 2007 году.

## Достижения

### Командные
- Финалист Кубка Азии (2): 2000, 2007
- Обладатель Кубка арабских наций (2): 1998, 2002
- Обладатель Кубка наций Персидского залива (2): 2002, 2003
- Финалист Кубка наций Персидского залива (1): 1998
- Чемпион Саудовской Аравии (5): 1995/96, 1997/98, 2001/02, 2004/05, 2007/08
- Обладатель Кубка наследного принца Саудовской Аравии (6): 1994/95, 1999/00, 2002/03, 2004/05, 2005/06, 2007/08
- Обладатель Кубка Саудовской федерации футбола (2): 1995/96, 1999/00
- Обладатель Кубка принца Фейсала (2): 2004/05, 2005/06
- Победитель Лиги чемпионов АФК (1): 2000
- Обладатель Кубка обладателей кубков Азии (2): 1997, 2002
- Обладатель Суперкубка Азии (2): 1997, 2000
- Обладатель Арабского кубка чемпионов (2): 1994, 1995
- Обладатель Арабского кубка обладателей кубков (1): 2000/01
- Обладатель Арабского суперкубка (1): 2001
- Обладатель Саудовско-Египетского суперкубка (1): 2001
- Обладатель Клубного кубка чемпионов Персидского залива (1): 1998

### Личные
- Футболист года в Азии (1): 2000